# Aeropuerto de Dresde
El Aeropuerto de Dresde (IATA: DRS, OACI: EDDC) (en alemán: Flughafen Dresden-Klotzsche, también conocido como Aeropuerto de Dresde-Klotzsche (o simplemente Aeropuerto de Klotzsche), es el aeropuerto internacional que sirve a la ciudad de Dresde, Alemania. Está situado en la localidad de Klotzsche, a 9 km al norte del centro de Dresde. Opera la mayoría de vuelos a destinos europeos.  El aeropuerto es sede de EADS EFW, filial de EADS para la conversión de aviones de carga.
En 2018, el aeropuerto registró un tráfico de 1.762.175 pasajeros y 30.263 operaciones. 

## Historia
El aeropuerto fue inaugurado el 11 de julio de 1935, al norte de Dresde.
Aunque fue concebido como aeropuerto comercial, su importancia militar aumentó drásticamente durante los siguientes años, bajo el Tercer Reich. Durante la Segunda Guerra Mundial fue utilizada exclusivamente con propósitos militares. Intentos por destruir los edificios y equipamiento, previa a la ocupación de Dresde por parte de las tropas aliadas, fueron infructuosas debido a la resistencia de los empleados del aeropuerto civil. 
Durante los siguientes años, el aeropuerto fue utilizado como un centro de entrenamiento de la Armada Soviética. Fue reinaugurada para el tráfico comercial el 16 de junio de 1957. En 1959 se retomaron los servicios internacionales, principalmente a los países del bloque oriental.
A mediados de la década de 1950, el gobierno de República Democrática Alemana decidió impulsar su propia industria de aviones. Como centro de esta industria fue designada Dresde y, desde entonces, la importancia del Aeropuerto de Klotzsche se incrementó considerablemente. En 1961, sin embargo, el gobierno se dio cuenta de que este intento de industria había fracasado. Las plantas existentes pasaron a ser utilizadas como instalaciones de mantenimiento y, desarrollo y producción de aeronaves, pero en menor escala.
Tras la Reunificación alemana, el aeropuerto fue expandido y los vuelos hacia las capitales de Europa Occidental fueron incorporadas. El tráfico se incrementó siete veces durante la primera mitad de la década de 1990, y una segunda terminal fue inaugurada en 1995 (reacondicionando una planta de armado de aeronaves). En el 2001 la tercera, y la más extensa, terminal fue construida.
Lufthansa Airport Services Dresden GmbH (LASD), una subsidiaria de Lufthansa, provee servicios al pasajero en el aeropuerto.
En 2008, 1.860.364 pasajeros pasaron por el aeropuerto, lo que supuso un incremento del 0,3% respecto al año anterior y un récord para el aeropuerto. En el mismo año, hubo 36.968 despegues y aterrizajes, con un aumento del 2,3% respecto al año anterior. El aeropuerto fue rebautizado como "Dresden Internacional", en septiembre del mismo año.

## Infraestructuras
El aeropuerto consta de un moderno edificio terminal de pasajeros que cuenta con varias tiendas, restaurantes y agencias de servicios, así como siete posiciones de estacionamiento de aeronaves equipadas con pasarelas de acceso a aeronaves y puestos de estacionamiento para aviones de tamaño medio como el Airbus A320.

## Aerolíneas y destinos

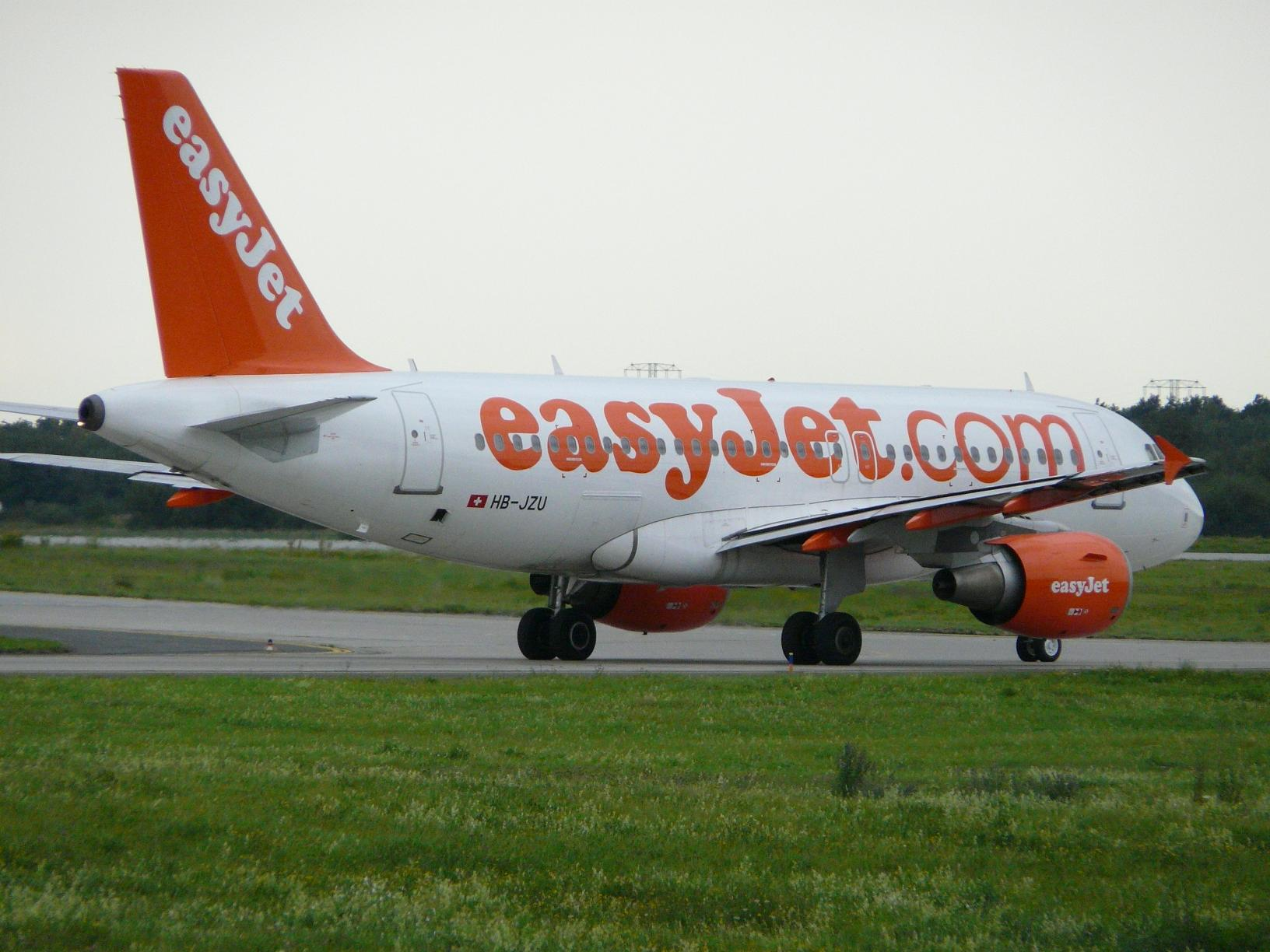
Avión de easyJet Switzerland en la pista de rodaje del aeropuerto.

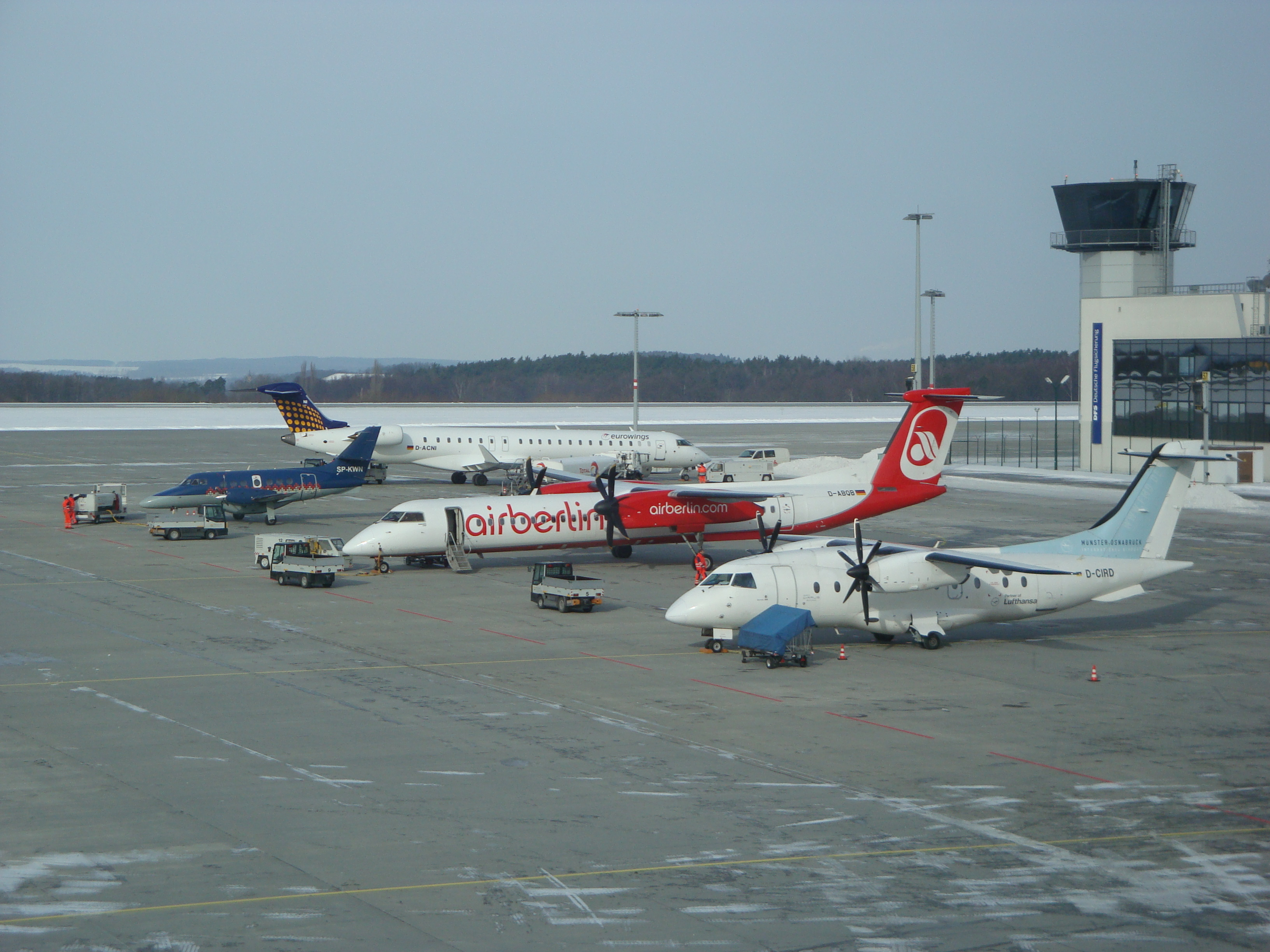
Varias aeronavees estacionadas en el aeropuerto.

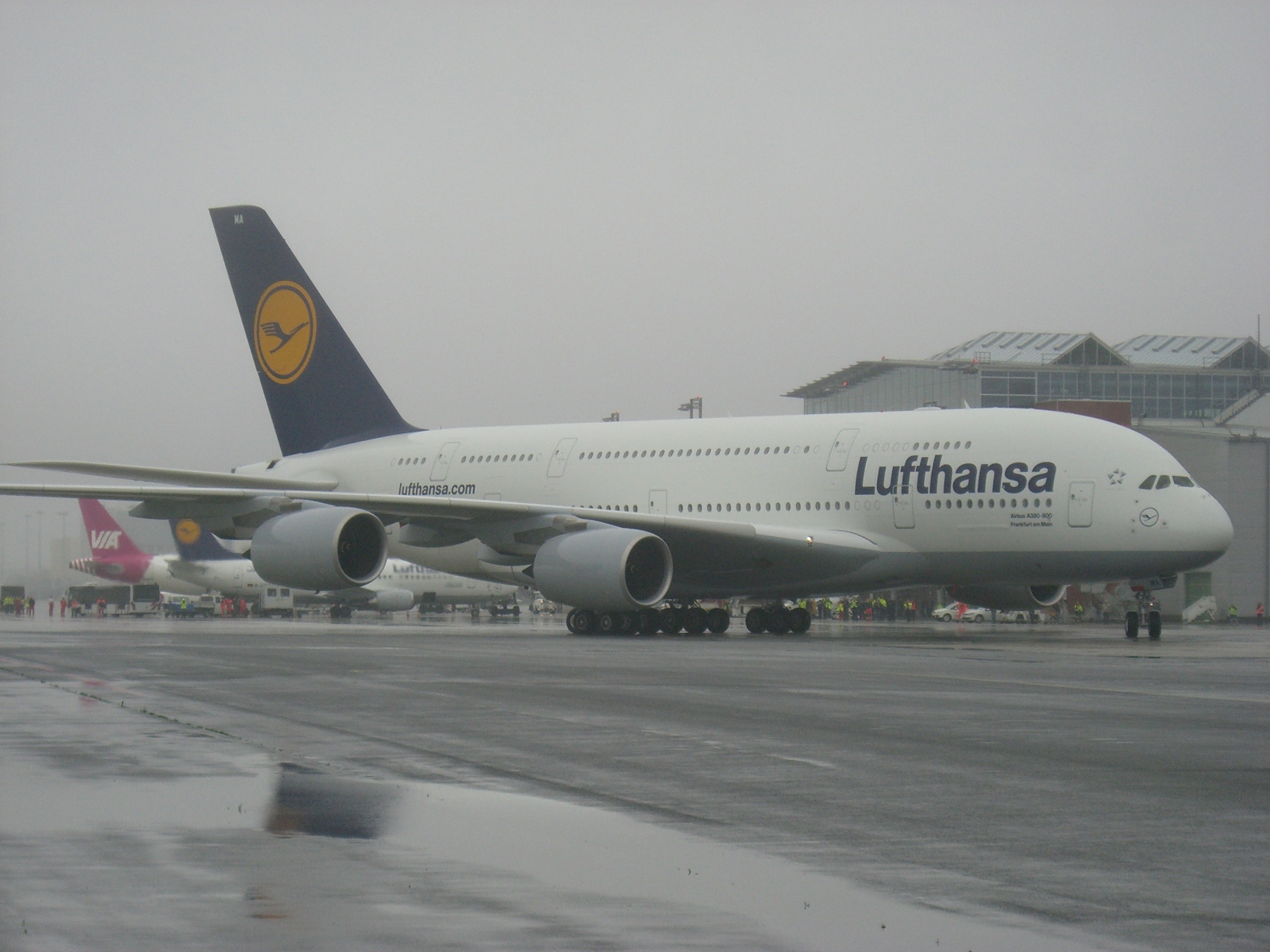
Airbus A380 de Lufthansa en el aeropuerto.

| Aerolíneas                                        | Destinos                             |
| ------------------------------------------------- | ------------------------------------ |
| Bulgarian Air Charter                             | Chárter estacional: Burgas, Varna    |
| Croatia Airlines                                  | Chárter estacional: Dubrovnik, Split |
| easyJet Switzerland                               | Basilea/Mulhouse                     |
| Eurowings                                         | Colonia/Bonn, Düsseldorf             |
| Swiss International Air Lines                     | Zúrich                               |
| Lufthansa                                         | Fráncfort                            |
| Lufthansa Regional operado por Lufthansa CityLine | Múnich                               |

## Estadísticas

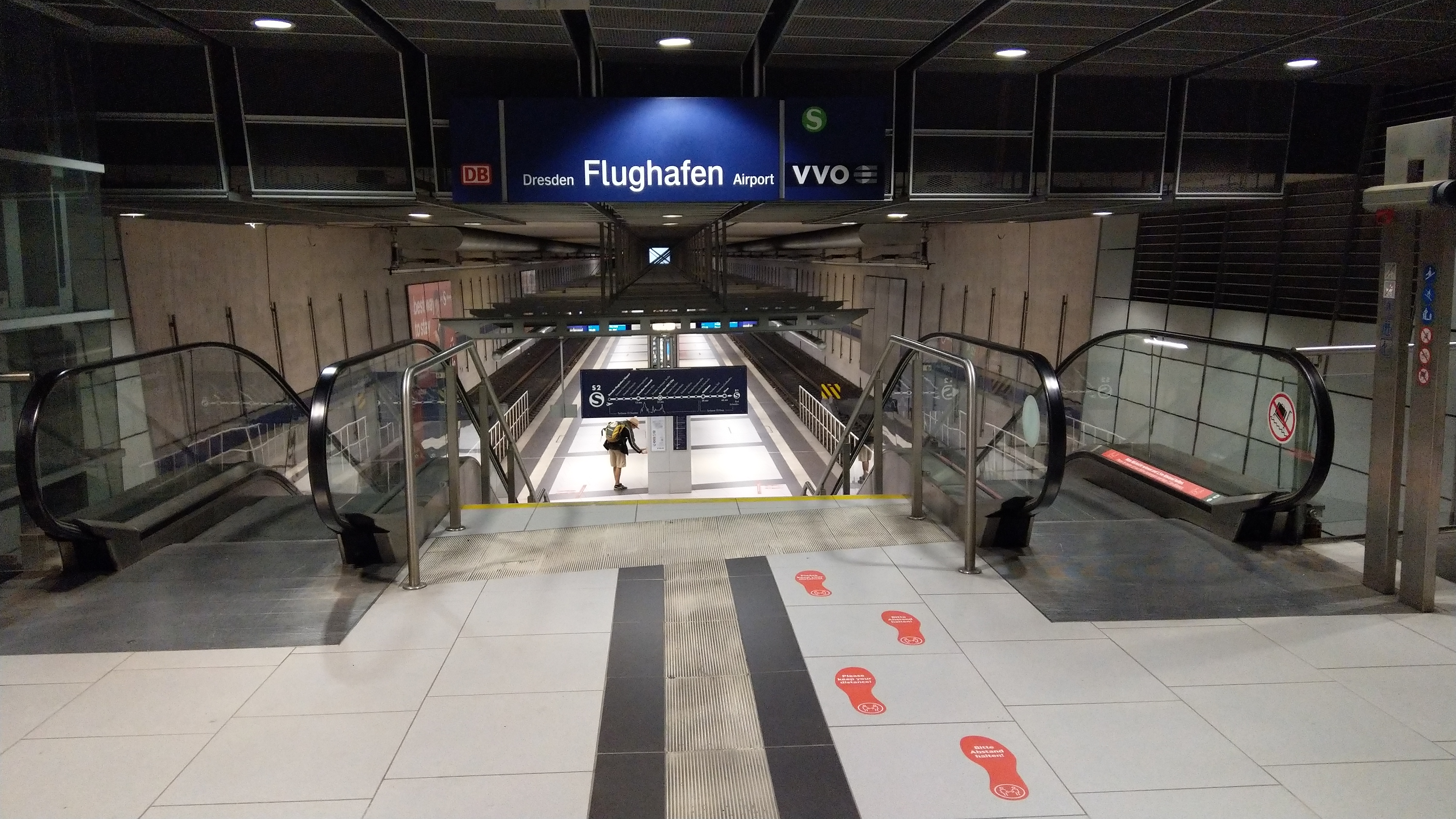
La estación queda bajo la terminal

Mapa del S-Bahn de Dresde

Ver fuente y consulta Wikidata.
| 2000        | 1.759.638 |
| 2001        | 1.642.736 |
| 2002        | 1.518.784 |
| 2003        | 1.553.774 |
| 2004        | 1.620.781 |
| 2005        | 1.782.901 |
| 2006        | 1.836.068 |
| 2007        | 1.849.836 |
| 2008        | 1.856.390 |
| 2009        | 1.718.923 |
| 2010        | 1.843.113 |
| 2011        | 1.917.915 |
| 2012        | 1.886.425 |
| 2013        | 1.754.139 |
| 2014        | 1.756.459 |
| Fuente: ADV |           |